# Осло-Аэропорт Гардермуэн
Осло-Аэропорт Гардермуэн (норв. Oslo Lufthavn stasjon) —  железнодорожная станция в аэропорту Осло.

## История
Решение о строительстве аэропорта, железнодорожной станции, обслуживающей аэропорт, и линии, ведущей к ней, было принято Стортингом 8 октября 1992 года. NSB Gardermobanen, дочерняя компания Норвежских государственных железных дорог, была специально создана для строительства линии и станции, а также для последующего обеспечения движения экспресс-поездов Flytoget в аэропорт. Строительство станции велось параллельно со строительством аэропорта, поэтому вокзал станции построен в том же стиле, что и остальная часть аэропорта, в постмодернистском стиле, из железобетона и дерева.
Станция была введена в эксплуатацию 27 сентября 1998 г. Обслуживание пассажиров началось 8 октября 1998 г, одновременно с открытием аэропорта. В 2001 году в рамках реорганизации NSB Gardermobanen право собственности на станцию было передано Норвежской национальной железнодорожной администрации.